# Antoni Medyceusz

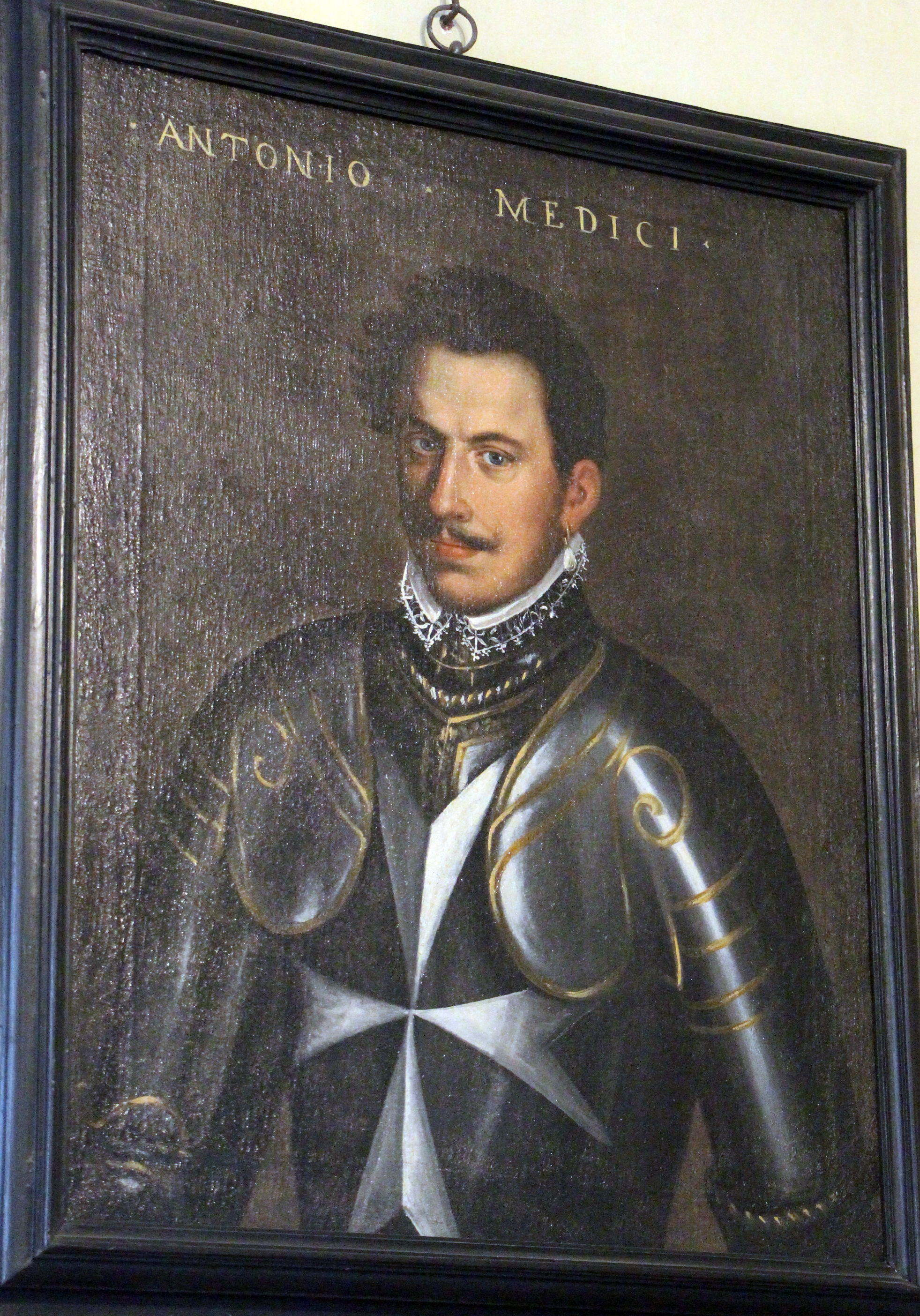
Antonio de 'Medici

Antoni Medyceusz (włos. Antonius de Medici) – (ur. 29 sierpnia 1576 we Florencji, zm. 2 maja 1621 tamże) – syn Franciszka I Medyceusza i jego kochanki Bianki Capello, książę Toskanii, dyplomata, rycerz Zakonu Kawalerów Maltańskich, alchemik, podróżnik.

## Życiorys
Antonio de 'Medici był nieślubnym synem Franciszka I Medyceusza Księcia Toskanii i Bianci Capello córki patrycjusza weneckiego. Urodził się w niejasnych okolicznościach w trakcie trwania prawowitego małżeństwa Franciszka I z Joanną Habsburżanką. Istnienie niemowlęcia z nieprawnego łoża było publicznie ukrywane, prawie przez trzy lata. Po śmierci żony Joanny Habsburżanki, Franciszek zawiera oficjalny związek małżeński z Biancą Capello, matką Antonio. W 1584 r. Antonio został prawnie uznany za syna Franciszka I i w związku z tym otrzymał tytuł księcia oraz prawo do tronu i dziedziczenia wszystkich wierzytelności wobec spuścizny po ojcu. Ze względu na zdecydowany opór całej rodziny Medyceuszów a w szczególności kardynała Ferdinando de' Medici, młodszego brata Franciszka I, przyszłego księcia Toskanii Ferdynanda I Medyceusza, Antonio jako bastard nie został oficjalnie uznany jako spadkobierca i następca tronu Wielkiego Księstwa Toskanii. W 1594 roku w wieku 18 lat, pod naciskiem wuja kardynała Ferdinando de' Medici, wstąpił do zakonu Kawalerów Maltańskich, przyjmując celibat. Antonio przez całe swoje życie był w cieniu swojego wuja, wielkiego księcia Ferdynanda I, który za zrzeczenia się książęcego tytułu oraz prawa do dziedziczenia tronu i wszystkich wierzytelności wobec spuścizny po ojcu, przyznał mu królewski przywilej trzech tysięcy koron rocznie, oraz otrzymał pozwolenie na pobyt w pałacu Pitti, oficjalnej rezydencji Wielkiego Księcia Toskanii. Po wystąpieniu w 1598 r. z Zakonu zajmował się dyplomacją. W 1614 r. zrezygnował z dyplomacji i aż do śmierci mieszkał w jednym z rodzinnych domów Mecydeuszy i utrzymywał się ze skromnej emerytury. Zmarł we Florencji 2 maja 1621 r. pochowany we Florencji w kaplicy książąt Medyceuszy przy kościele San Lorenzo.

## Działalność
W latach 1594-1595 będąc rycerzem zakonu Kawalerów Maltańskich walczył na Węgrzech z Turkami. Po wystąpieniu w 1598 r. z zakonu, działał w służbie dyplomatycznej jako ambasador Wielkiego Księstwa Toskanii we Francji i Mediolanie w 1598 roku, w następnym roku w Genui, Bolonii w 1601 w Livorno, Mantui, Rawennie i Rzymie. W Hiszpanii otrzymał przydomek "Don", dzięki któremu był znany w ówczesnym w świecie dyplomatycznym. W okresie swojego życia realizował swoje zainteresowania; był zapalonym myśliwym, miłośnikiem muzyki i teatru. Zajmował się alchemią i badaniami naukowymi, dzięki którym poznał Galileusza.

## Potomstwo
Miał pięcioro nieślubnych dzieci z trzema kobietami.
- z niewiastą pochodzącą z Bolonii

1. Maria – córka, zakonnica

- z niewiastą pochodzącą z Lukki

1. Magdalena – córka (1610-?), zakonnica

- z Artemizią Tozzi

1. Paolo – syn (1616-1656), żołnierz
2. Giulio – syn (1617-1670) kapłan
3. Anton Francesco – syn (1618-1659)